# Dar a outra face

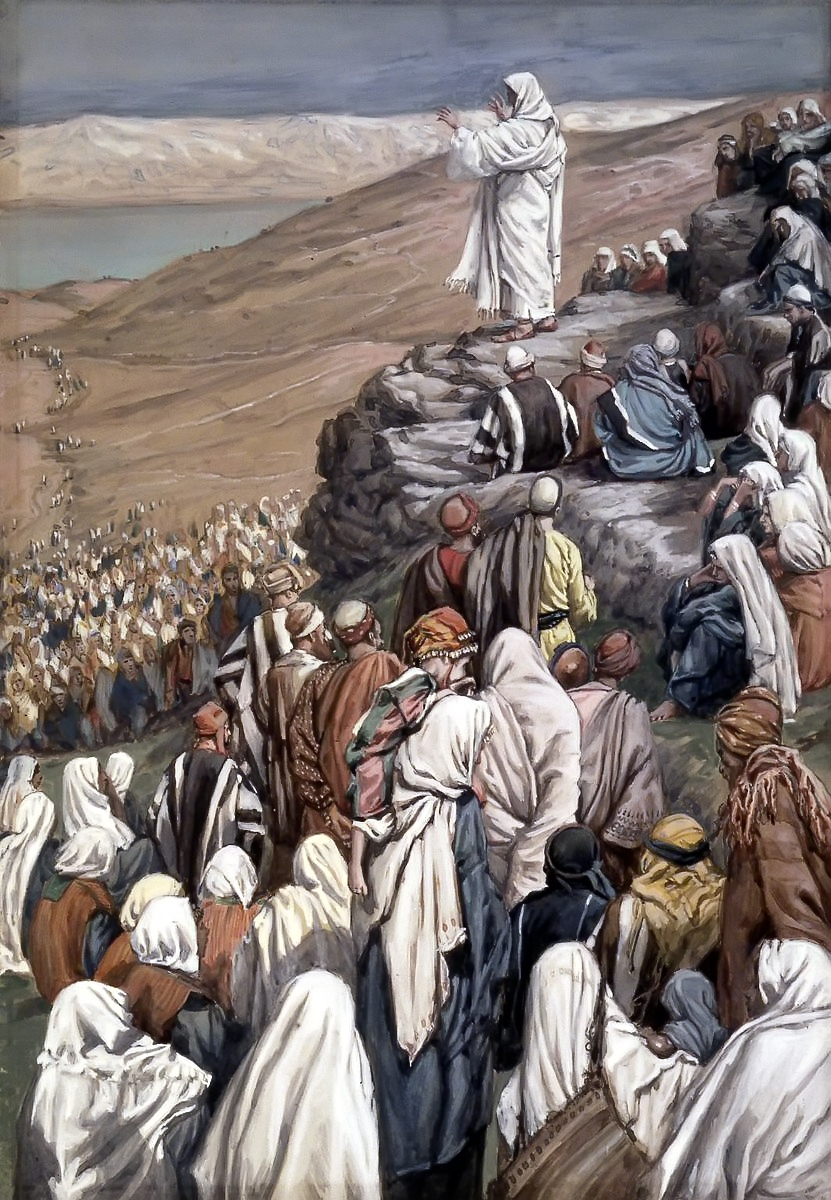
sermão na montanha

Dar a outra face é uma frase na doutrina cristã do Sermão da Montanha que se refere a responder a violência sem o uso da vingança. Esta passagem é interpretada de várias maneiras como ordenando a não-resistência ou defendendo o pacifismo cristão.

## Narrativa bíblica
A frase é apresentada no Evangelho de Mateus como uma alternativa ao "olho por olho", e imediatamente antes do ensinamento de Amar os Inimigos (Mateus 5:43–48):
| “ | «Tendes ouvido que foi dito: Olho por olho, e dente por dente. Eu, porém, vos digo: Não resistais ao homem mau; mas a qualquer que te dá na face direita, volta-lhe também a outra; ao que quer demandar contigo e tirar-te a túnica, larga-lhe também a capa; e quem te obriga a andar mil passos, vai com ele dois mil. Dá a quem te pede, e não voltes as costas ao que deseja que lhe emprestes.» (Mateus 5:38–42) | ” |

No Sermão da Planície, no Evangelho de Lucas, a frase é dita após o mandamento de Amar os Inimigos, Jesus disse:
| “ | «Digo, porém, a vós que me ouvis: Amai os vossos inimigos, fazei o bem aos que vos odeiam, bendizei aos que vos maldizem, orai pelos que vos insultam. Ao que te bate numa face, oferece-lhe também a outra; e ao que te tira a capa, não lhe negues a túnica. Dá a todo o que te pede; e ao que tira o que é teu, não lho reclames. Assim como quereis que vos façam os homens, assim fazei vós também a eles.» (Lucas 6:27–31) | ” |

## Interpretações
Esta frase, assim como muito do Sermão da Montanha, tem sido objeto de interpretações literais e figurativas.

### Interpretações diretas
Uma vez que a passagem clama pela não-resistência total, a ponto de "facilitar" a agressão, e como os governos humanos se defendem através da força militar, uma conclusão é o chamado anarquismo cristão, cujo mais famoso defensor foi o novelista russo Leon Tolstoi, autor do livro "O Reino de Deus está Dentro de Você".

### Interpretação literal
A interpretação literal da passagem, na qual o mandamento se refere especificamente ao golpe manual contra uma das faces de uma pessoa, pode ser defendida através de referências históricas e outros fatores. No tempo de Jesus, bater em alguém no rosto que se supunha ser de uma classe inferior com as costas da mão era uma forma costumeira de afirmar autoridade e dominância. Se a pessoa agredida "oferecesse a outra face", o agressor seria confrontado com um dilema. A mão esquerda era utilizada para fins impuros, assim um golpe com as costas da mão canhota na face oposta não seria dado. Uma alternativa seria bater com a mão aberta como um desafio ou socar a pessoa, ambos percebidos como um reconhecimento de igualdade. Assim, ao oferecer a outra face, o agredido estava, na realidade, demandando igualdade. Ao oferecer sua capa além da túnica, o devedor estava essencialmente tirando a roupa do corpo, um ato explicitamente proibido pela Lei Mosaica conforme o Deuteronômio:
| “ | «Quando fizeres qualquer empréstimo ao teu próximo, não entrarás em sua casa para lhe tirar o penhor. Ficarás do lado de fora, e o homem a quem fizeste o empréstimo, te trará para fora o penhor. Se for homem pobre, não te deitarás no seu penhor; sem falta lhe restituirás o penhor, ao pôr-se o sol, para que durma no seu manto e te abençoe. Isso te será justiça diante de Jeová teu Deus.» (Deuteronômio 24:10–13) | ” |

Ao dar ao credor capa além da túnica, o devedor se veria reduzido à nudez, que era vista como fonte de vergonha para quem a contemplava além do próprio, como no caso de Noé:
| “ | «Começou Noé a ser lavrador, e plantou uma vinha. Bebendo do vinho, embriagou-se e achou-se nu dentro da sua tenda. Cão, pai de Canaã, viu a nudez de seu pai, e contou a seus dois irmãos que estavam fora. Então tomaram Sem e Jafé uma capa, puseram-na sobre os seus ombros e, andando virados para trás, cobriram a nudez de seu pai; tiveram virados os seus rostos, e não viram a nudez de seu pai.» (Gênesis 9:20–23) | ” |

O verso posterior no Sermão da Montanha também pode ser visto como um método para fazer o opressor violar a Lei. A lei romana de Angaria, invocada regularmente, permitia que as autoridades romanas exigissem dos habitantes de territórios ocupados que levassem mensagens e equipamentos a uma distância de até uma milha, mas proibia forçar que se fosse além, sob o risco de sofrer ações disciplinares. Neste exemplo, a interpretação não violenta defende que Jesus estava criticando também uma lei romana, injusta e detestada, além de clarificar seu ensinamento para que ele se estendesse para além da Lei judaica.

### Interpretação da conduta pessoal justa
Há uma terceira escola de pensamento sobre esta passagem. Jesus não estava mudando o significado de "olho por olho, dente por dente", mas restaurando o contexto original. Jesus começa sua frase com "Tendes ouvido que foi dito", o que significa que ele estaria esclarecendo um mal-entendido ao invés de "está escrito", que seria uma referência às escrituras. O mal-entendido comum parece ser o de que a população estava utilizado Êxodo 21:24–25 (que contém o guia básico para um magistrado punir criminosos) como justificativa para vinganças pessoais. Neste contexto, o mandamento de "oferecer a outra face" não seria um mandamento que permitiria a alguém que roube ou agrida outrem, mas um mandamento para que o agredido não recorra à vingança.

### Exegese

#### Bíblia de Jerusalém
A Bíblia de Jerusalém comenta a passagem por meio de notas de rodapé e indicações de paralelismo relativas a Mateus 5:38–42, nas quais observa que:
1. Jesus se refere à Lei de Talião que encontrava-se, por exemplo, nas seguintes passagens do Antigo Testamento: Êxodo 21:24–25, Levítico 24:20 e Deuteronômio 19:21;
2. a Lei de Talião era mais contida do que a vingança desproporcional de Lameque (Gênesis 4:23–24);
3. Jesus não proíbe que se ofereça oposição digna às agressões injustas (cf. João 18:22–23 e Atos 23:2–3), nem, muito menos que se combata o mal no mundo;
4. havia restrições a tomar o manto como penhor: Êxodo 22:25–26 e Deuteronômio 24:12.

#### Edição Pastoral da Bíblia
A Edição Pastoral da Bíblia comenta a passagem por meio de uma nota de rodapé relativa a Mateus 5:38–42, que diz que:
| “ | Como se pode superar a vingança ou até mesmo a justa punição? O Evangelho propõe atitude nova, a fim de eliminar pela raiz o círculo infernal da violência: a resistência ao inimigo não deve ser feita com as mesmas armas usadas por ele, mas através de comportamento que o desarme. | ” |

#### Bíblia do Peregrino
A Bíblia do Peregrino comenta a passagem por meio de notas de rodapé relativas a Mateus 5:38–42 e Lucas 6:29–30, nas quais observa que:
1. Jesus se refere à Lei de Talião que encontrava-se, por exemplo, nas seguintes passagens do Antigo Testamento: Êxodo 21:24–25, Levítico 24:20 e Deuteronômio 19:21, que era mais contida do que a vingança desproporcional de Lameque (Genêsis 4:23–24);
2. a mensagem, que ensina a suportar a injustiça contra o corpo e contra as posses, é um um manifesto de não violência.

#### Tradução Ecumênica da Bíblia
A Tradução Ecumênica da Bíblia, além de indicar a inter-relação com João 18:22, comenta a passagem por meio de notas de rodapé relativas a Mateus 5:40 e Lucas 6:29, as quais observam que:
1. no Antigo Testamento havia restrições contra a exigência do manto como penhor (cf. Êxodo 22:25–26 e Deuteronômio 24:12–13);
2. na narrativa feita por Mateus a tomada da peça de roupa é feita em um processo (cobrança de dívidas), enquanto que na narrativa de Lucas a tomada da peça de roupa é feita no âmbito de uma agressão.